# Pavel Jankovič
Pavel Jankovič (tudi Iancovich), italijanski violinist slovenskega rodu, * 22. januar 1912, Trst, † 5. februar 1971, Cagliari.

## Življenje in delo
Rodil se je v družini violinista Avgusta Jankoviča. Študij violine je končal na tržaškem glasbenem konservatoriju Giuseppe Veri. Po končanem študiju je imel prva leta nekaj samostojnih koncertov, kasneje pa je igral v orkestru. Leta 1945 je ustanovil Tržaško filharmonijo s sedežem v Ljubljani. Po dveh letih uspešnih nastopov je bil orkester, ki je nastopal po večjih jugoslovanskih mestih razpuščen. V času delovanja je orkester tržaške filharmonije pripravil tudi več glasbenih oddaj za Radio Koper.